# مایکل جویس (تنیس‌باز)
 مایکل جویس (انگلیسی: Michael Joyce؛ زاده ۱ فوریهٔ ۱۹۷۳) یک تنیس‌باز اهل ایالات متحده آمریکا است.